# Liste d'élections en 1898
Chronologie des élections
- 1894
- 1895
- 1896
- 1897
- 1898
- 1899
- 1900
- 1901
- 1902

Cet article recense les élections organisées durant l'année 1898.

## Élections nationales en 1898
Cette section concerne les élections législatives et présidentielles dans un état souverain, éventuellement fédéral, ainsi que leurs principaux référendums.
| Date                            | État          | Élection ou référendum | Contexte | Résultat |
| ------------------------------- | ------------- | ---------------------- | --- | --- |
| 1898                            | Équateur      | Législatives (es)      | | Cette section est vide, insuffisamment détaillée ou incomplète. Votre aide est la bienvenue ! Comment faire ? |
| 3 janvier - 4 février           | Transvaal     | Présidentielle (en)    | | Cette section est vide, insuffisamment détaillée ou incomplète. Votre aide est la bienvenue ! Comment faire ? |
| 25 janvier 1898 - 19 avril 1899 | États-Unis    | Sénat (en)             | | Voir l'article Liste d'élections en 1899                                                                      |
| 1er février                     | Colombie      | Présidentielle         | | Cette section est vide, insuffisamment détaillée ou incomplète. Votre aide est la bienvenue ! Comment faire ? |
| 20 février                      | Suisse        | Référendum (de)        | Loi fédérale concernant les hemins de fer                                                                             | Acceptée |
| Mars                            | Japon         | Législatives           | | Cette section est vide, insuffisamment détaillée ou incomplète. Votre aide est la bienvenue ! Comment faire ? |
| 1er mars                        | Brésil        | Présidentielle (en)    | | Cette section est vide, insuffisamment détaillée ou incomplète. Votre aide est la bienvenue ! Comment faire ? |
| 27 mars                         | Espagne       | Générales              | | Cette section est vide, insuffisamment détaillée ou incomplète. Votre aide est la bienvenue ! Comment faire ? |
| 5 avril                         | Danemark      | Législatives (en)      | Élections du Folketing                                                                                                | Cette section est vide, insuffisamment détaillée ou incomplète. Votre aide est la bienvenue ! Comment faire ? |
| 10 avril                        | Argentine     | Générales (en)         | Élection présidentielle ; 79 des 120 sièges de députés                                                                | Cette section est vide, insuffisamment détaillée ou incomplète. Votre aide est la bienvenue ! Comment faire ? |
| 8 - 22 mai                      | France        | Législatives           | | Cette section est vide, insuffisamment détaillée ou incomplète. Votre aide est la bienvenue ! Comment faire ? |
| 11 - 12 mai                     | Liechtenstein | Législatives (en)      | | Cette section est vide, insuffisamment détaillée ou incomplète. Votre aide est la bienvenue ! Comment faire ? |
| 22 mai                          | Belgique      | Législatives           | | Cette section est vide, insuffisamment détaillée ou incomplète. Votre aide est la bienvenue ! Comment faire ? |
| 23 mai                          | Serbie        | Législatives (en)      | | Cette section est vide, insuffisamment détaillée ou incomplète. Votre aide est la bienvenue ! Comment faire ? |
| 6 juin - 8 novembre             | États-Unis    | Chambre                | | Cette section est vide, insuffisamment détaillée ou incomplète. Votre aide est la bienvenue ! Comment faire ? |
| 16 juin                         | Allemagne     | Législatives           | | Cette section est vide, insuffisamment détaillée ou incomplète. Votre aide est la bienvenue ! Comment faire ? |
| 23 juin - 10 septembre          | Philippines   | Législatives (en)      | | Cette section est vide, insuffisamment détaillée ou incomplète. Votre aide est la bienvenue ! Comment faire ? |
| Août                            | Japon         | Législatives (en)      | | Cette section est vide, insuffisamment détaillée ou incomplète. Votre aide est la bienvenue ! Comment faire ? |
| Septembre                       | Guatemala     | Présidentielle (en)    | | Cette section est vide, insuffisamment détaillée ou incomplète. Votre aide est la bienvenue ! Comment faire ? |
| 21 septembre                    | Danemark      | Législatives (en)      | Élections du Landsting                                                                                                | Cette section est vide, insuffisamment détaillée ou incomplète. Votre aide est la bienvenue ! Comment faire ? |
| 29 septembre                    | Canada        | Plébiscite             | | Cette section est vide, insuffisamment détaillée ou incomplète. Votre aide est la bienvenue ! Comment faire ? |
| 30 octobre - 1er novembre       | Honduras      | Générales (en)         | | Cette section est vide, insuffisamment détaillée ou incomplète. Votre aide est la bienvenue ! Comment faire ? |
| 13 novembre                     | Suisse        | Référendum (de)        | Arrêté fédéral concernant la révision de l'article 64 de la Constitution fédérale — Unification du droit civil —      | Accepté |
| 13 novembre                     | Suisse        | Référendum (de)        | Arrêté fédéral concernant l'insertion d'un article 64bis dans la Constitution fédérale — Unification du droit pénal — | Accepté |

## Élections en subdivisions nationales en 1898
Cette section concerne les élections législatives dans un État fédéré, une subdivision territoriale ou une colonie d'un État souverain, ainsi que leurs principaux référendums.
| Date                   | Subdivision               | État                          | Élection ou référendum | Contexte | Résultat |
| ---------------------- | ------------------------- | ----------------------------- | ---------------------- | -------- | --- |
| 1898                   | Colombie-Britannique      | Canada                        | Générales (en)         |          | Cette section est vide, insuffisamment détaillée ou incomplète. Votre aide est la bienvenue ! Comment faire ? |
| 1er mars               | Ontario                   | Canada                        | Générales (en)         |          | Cette section est vide, insuffisamment détaillée ou incomplète. Votre aide est la bienvenue ! Comment faire ? |
| 16 mars - 15 septembre | Colonie du Cap            | Empire britannique            | Législatives (en)      |          | Cette section est vide, insuffisamment détaillée ou incomplète. Votre aide est la bienvenue ! Comment faire ? |
| 27 mars                | Porto Rico                | Indes occidentales espagnoles | Générales (en)         |          | Cette section est vide, insuffisamment détaillée ou incomplète. Votre aide est la bienvenue ! Comment faire ? |
| Mars - avril           | Suriname                  | Pays-Bas                      | Législatives (nl)      |          | Cette section est vide, insuffisamment détaillée ou incomplète. Votre aide est la bienvenue ! Comment faire ? |
| 3 juin                 | Tasmanie                  | Empire britannique            | Référendum             |          | Cette section est vide, insuffisamment détaillée ou incomplète. Votre aide est la bienvenue ! Comment faire ? |
| 4 juin                 | Nouvelle-Galles du Sud    | Empire britannique            | Référendum             |          | Cette section est vide, insuffisamment détaillée ou incomplète. Votre aide est la bienvenue ! Comment faire ? |
| 4 juin                 | Australie-Méridionale     | Empire britannique            | Référendum             |          | Cette section est vide, insuffisamment détaillée ou incomplète. Votre aide est la bienvenue ! Comment faire ? |
| 4 juin                 | Victoria                  | Empire britannique            | Référendum             |          | Cette section est vide, insuffisamment détaillée ou incomplète. Votre aide est la bienvenue ! Comment faire ? |
| 27 juillet             | Nouvelle-Galles du Sud    | Empire britannique            | Coloniales (en)        |          | Cette section est vide, insuffisamment détaillée ou incomplète. Votre aide est la bienvenue ! Comment faire ? |
| 28 - 29 septembre      | Malte                     | Empire britannique            | Générales (en)         |          | Cette section est vide, insuffisamment détaillée ou incomplète. Votre aide est la bienvenue ! Comment faire ? |
| 4 novembre             | Territoires du Nord-Ouest | Canada                        | Générales (en)         |          | Cette section est vide, insuffisamment détaillée ou incomplète. Votre aide est la bienvenue ! Comment faire ? |